# Station biologique de Roscoff

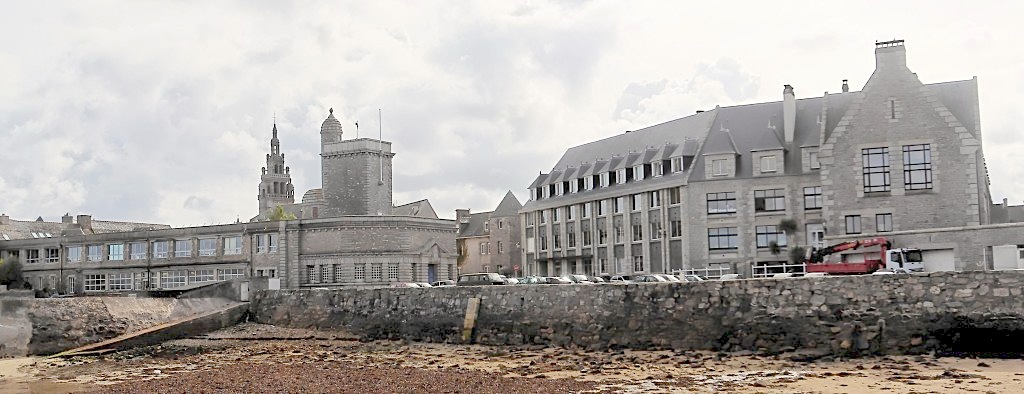
Das Gebäude der Station biologique de Roscoff

Die Station biologique de Roscoff (SBR) (auch: Labor für experimentelle Zoologie) ist eine meeresbiologische und meereskundliche Forschungs- und Lehreinrichtung in Frankreich. Sie wurde am 20. August 1872 von dem Physiologen und Zoologen Félix Joseph Henri de Lacaze-Duthiers (1821–1901) in Roscoff gegründet.
Aktuell ist das Institut mit der Sorbonne Université, dem Institut National des Sciences de l’Univers et de l’Environnement (INSU) und dem Centre national de la recherche scientifique (CNRS) verbunden.
Folgende Ziele sind formuliert: „Forschung, Bildung und Gastfreundschaft“ (Französisch: Ses objectifs: la recherche, l’enseignement et l’accueil).
Ihre Aufgaben sind:
- Forschung und Lehre über die Biologie mariner Organismen und Ökosysteme zu fördern,
- den Zugang sowohl für das Personal als auch ausländischen Wissenschaftler, an den ökologischen und biologischen Ressourcen sicherzustellen,
- Durchführung von langfristigen Beobachtungen zu physikalischen, chemischen und biologischen Eigenschaften der Umwelt in den Küstengebieten um Roscoff.

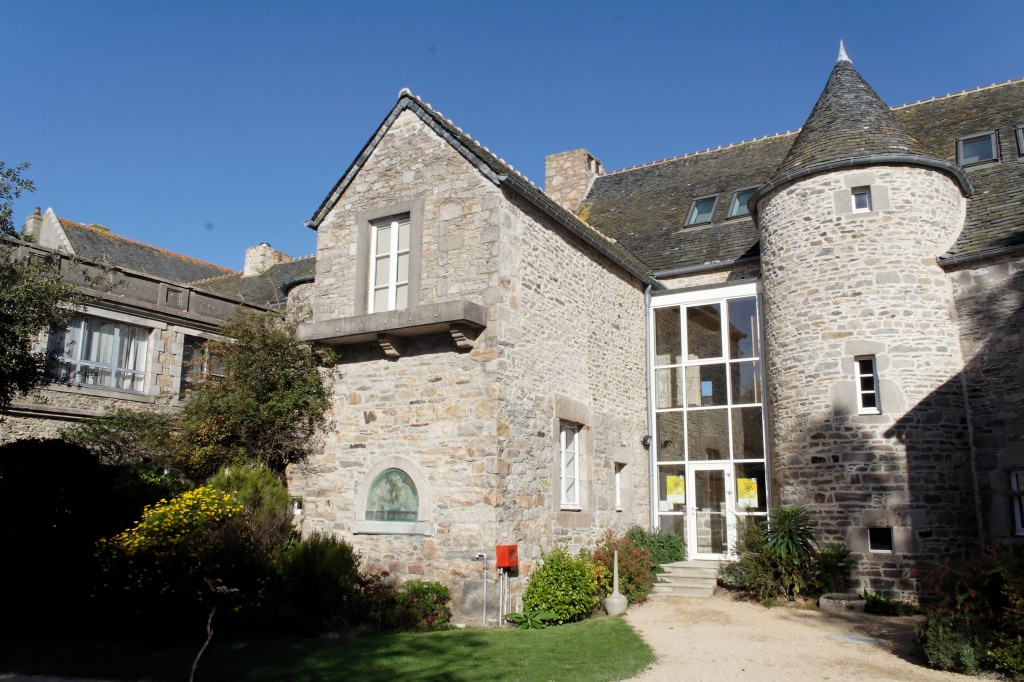
Garten der Station biologique de Roscoff, Finistère

Geforscht wird auf dem Gebiet der Molekular- und Zellbiologie, der Biochemie und Strukturbiologie, der Bioinformatik, der Entwicklungsbiologie, der Physiologie, der reproduktive Biologie, der Genetik und der Populationsgenetik.
Zur Ausstattung gehören zwei Forschungsschiffe (12-Meter- und 7-Meter-Schiffe) und Schlauchboote sowie Tauchausrüstungen.

## Übersicht

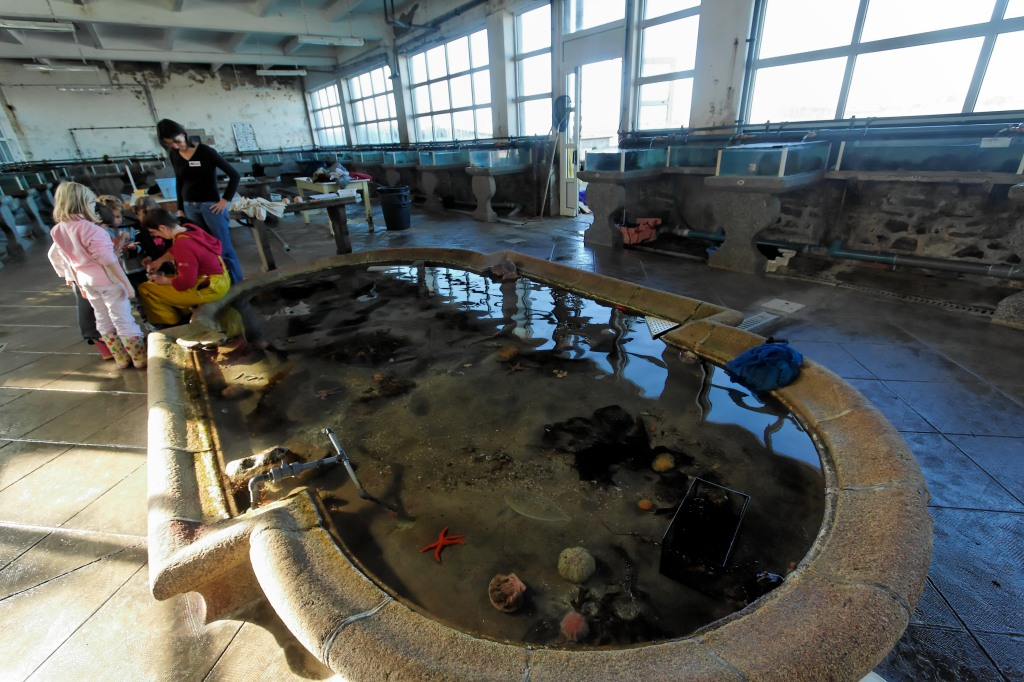
Ein altes Forschungsaquarium der SBR

Roscoff liegt an der Nordküste der Bretagne in Frankreich, ungefähr 60 Kilometer östlich von Brest und zeichnet sich durch eine außergewöhnliche Vielfalt an Biotopen aus, von denen die meisten bei Ebbe zugänglich sind. Diese Biotope beinhalten eine Vielzahl von Pflanzen (700) und Tieren bzw. Meerestieren (3000) in einem bei Ebbe leicht zugänglichen Gelände innerhalb der Gezeitenzone sowie akzeptablen Lichtverhältnissen auch im Winter.
Mitarbeiter der SBRs sind etwa 200 Festangestellte, bestehend aus Wissenschaftlern, Lehr-Wissenschaftlern, Technikern, Post-Doktoranden, Doktoranden und Verwaltungspersonal.
Diese Mitarbeiter sind in Forschungsgruppen in Forschungseinrichtungen, die vom Centre National de la Recherche Scientifique (CNRS) anerkannt sind, organisiert.
Die verschiedenen Forschungsgruppen arbeiten an einer breiten Palette von Themen, angefangen bei der Untersuchung zur Feinstruktur und Funktion von biologischen Makromolekülen bis hin zu globalen ozeanischen Studien. Besonderer Wert wird auf die wissenschaftlichen Ansätze der Genomik gelegt, insbesondere durch das Marine Genomics Europe, das durch die SBR koordiniert wird.
Die Lehre an der SBR umfasst Kurse, die Teil des Master de l’UPMC und des Europäischen Sokrates-Programms sind. Die SBR ist Teil des Genomik-Netzwerks OUEST-genopole und betreibt eine Genomik-Plattform zur DNS-Sequenzierung und Massenspektroskopie in Anwendung auf die Biologie hin (Séquençage et spectrométrie de masse appliquée à la Biologie).
Die Station veröffentlicht seit 1960 eine zweisprachige Zeitschrift, die Cahiers de biologie marine (CBM). Die SBR beherbergt auch zwischen 12 und 15 nationale und internationale Konferenzen pro Jahr, einschließlich der Jacques-Monod-Konferenzen.

## Historische Übersicht
- 20. August 1872: Gründung des Labors für experimentelle Zoologie durch Félix Joseph Henri de Lacaze-Duthiers, Professor für vergleichenden Anatomie und Zoologie an der Sorbonne. Dies ist die dritte Marine Station nach Concarneau (Station biologique de Concarneau) aus dem Jahre 1859 und Neapel Zoologische Station Neapel, Stazione Zoologica Anton Dohrn aus dem Jahre 1872.
- 1881: Bau des Beckens.
- 1891: Bau im Erdgeschoss des Nordflügels des Labor-Duthiers Lacaze.
- 1906: Bau der ersten Etage des Nordflügels des Labor-Duthiers Lacaze.
- 1934: Bau des Hauses des Direktors.
- 1938: Baubeginn des Aquariums Charles Perez, das für das Publikum im Jahre 1952 eröffnet wurde und wegen Renovierungsarbeiten seit 2004 geschlossen ist.
- 1954: Bau des Gebäudes CNRS Yves Marie Delage (Westflügel).
- 1958: Erwerb des l’Hôtel de France, Ausrichtung der Kantine, Konferenzräume und Räume für die Besucher.
- 1969: Bau des Gebäudes CNRS Georges-Teissier (Nord- und Ostflügel).
- 2006: Erwerb des Hotels le Gulf Stream, um die Zahl der Gäste der Station zu erhöhen.

## Liste der Direktoren
Die Direktoren der Station biologique de Roscoff:
Félix Joseph Henri de Lacaze-Duthiers von 1872 bis 1901;
Yves Marie Delage von 1901 bis 1920;
Charles Pérez von 1921 bis 1945;
Georges Teissier von 1945 bis 1971;
Joseph Bergerard von 1971 bis 1981;
Interim (Louis Cabioch, Pierre Guerrier) von 1981 bis 1982;
Pierre Lasserre von 1983 bis 1993;
André Toulmond von 1993 bis 2003;
Bernard Kloareg von 2004 bis heute.

## Liste der Forschungsschiffe
La Dentale Ende des 19. ten Jahrhundert, Le Cachalot Anfang des 20. ten Jahrhundert, Le Pluteus erste Hälfte des 20. ten Jahrhundert, Le Pluteus II zweite Hälfte des 20. ten Jahrhundert, La Mysis zweite Hälfte des 20. ten Jahrhundert.